# Plebania kościoła pw. św. Wincentego we Wrocławiu
Plebania kościoła pw. św. Wincentego – zabytkowa kamienica znajdująca się przy zbiegu ul. Łaciarskiej (nr 34) i pl. Nankiera we Wrocławiu.

## Historia
Budynek został wzniesiony w 1834 roku i pełnił rolę plebanii stojącego naprzeciwko kościoła św. Wincentego i Jakuba. W 1884 roku budynek został przebudowany według projektu niemieckiego architekta Johanna Knorra.

## Opis architektoniczny
Budynek narożny, ceglany, nieotynkowany, czterokondygnacyjny. Od strony placu Nankiera czteroosiowy, od strony ul. Łaciarskiej siedmioosiowy. Pierwsza i trzecia kondygnacja oddzielona jest gzymsem. Otwory okienne prostokątne zakończone łukowo. Całość elewacji wieńczy wydatny gzyms i płaski dach. W centralnej osi w zachodniej elewacji umieszczono wejście do budynku. W narożniku budynku znajduje się zachowana figura księżnej Anny, która wraz z mężem Henrykiem II Pobożnym była fundatorką kościoła św. Wincentego i Jakuba. Anna trzyma w ręku swój atrybut w postaci modelu kościoła. Z tego powodu często myli się ją ze św. Jadwigą, której atrybutem również jest model budynku kościoła lub klasztoru.

## Po 1945 roku
Kamienica nie ucierpiała podczas działań wojennych w 1945 roku. Po wojnie w budynku mieszkały siostry zakonne. W 1947 roku budynek został przeznaczony na mieszkania, a w latach 60. XX wieku został oficjalnie upaństwowiony. Od 2000 roku budynek znajduje się pod opieką Kurii Metropolitalnej, która przekazała go na siedzibę biskupa greckokatolickiego. W kolejnych latach budynek przechodził na własność Kościoła greckokatolickiego. W drugiej dekadzie XX wieku budynek został wyremontowany kosztem ok. 508 tys. zł. (stan na 2012 rok).

## Galeria

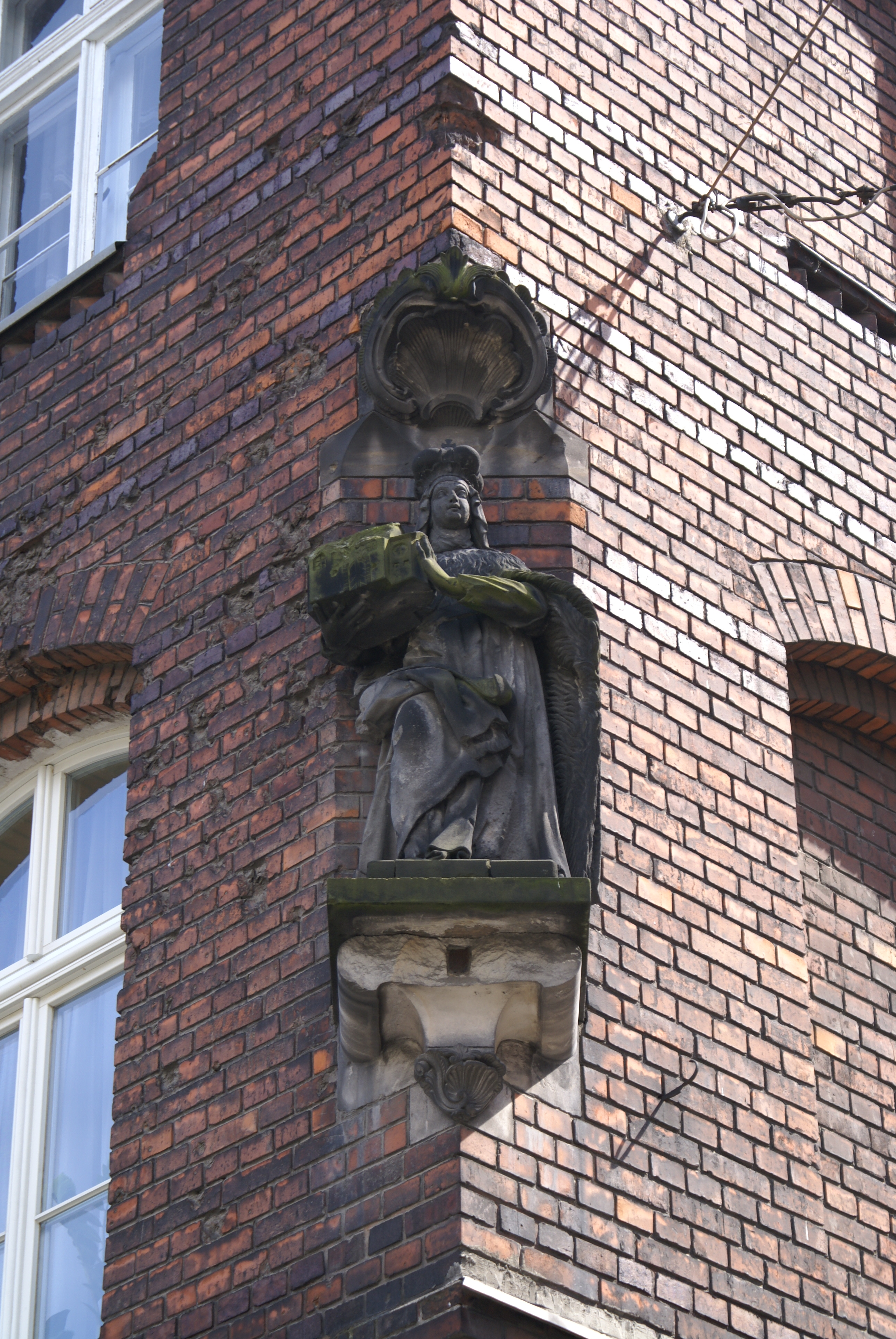
Figura księżnej Anny